# Athyrium criticum
Athyrium criticum är en majbräkenväxtart som beskrevs av Ren-Chang Ching. Athyrium criticum ingår i släktet Athyrium och familjen Athyriaceae. Inga underarter finns listade.